# Arctia nigrociliata
Arctia nigrociliata là một loài bướm đêm thuộc phân họ Arctiinae, họ Erebidae.